# (3414) Champollion
(3414) Champollion ist ein Asteroid des Hauptgürtels, der am 19. Februar 1983 vom US-amerikanischen Astronomen Edward L. G. Bowell an der Anderson Mesa Station (IAU-Code 688) des Lowell-Observatoriums in Flagstaff im US-Bundesstaat Arizona entdeckt wurde.
Der Asteroid wurde nach dem französischen Sprachwissenschaftler Jean-François Champollion (1790–1832) benannt, der die Hieroglypheninschrift auf dem Stein von Rosette entzifferte und damit den Grundstein für die wissenschaftliche Erforschung des dynastischen Ägyptens legte.